# Ivana Vondrovicová
Ivana Vondrovicová (6. srpna 1944 Praha, Protektorát Čechy a Morava – 12. ledna 2025 Česko) byla česká herečka, básnířka a pedagožka. Jejím manželem byl český herec Milan Stehlík.

## Život
Narodila se 6. srpna roku 1944 v Praze, ale vyrůstala ve středočeském Mělníku. Po maturitě vystudovala činoherní herectví na pražském DAMU. Po studiích pracovala například v divadle Pod Palmovkou nebo v Realistickém divadle. Od roku 1968 začala hrát v Městských divadlech pražských.
Mezi její nejznámější filmy patří Domácí víno, O pasáčkovi a labutích princeznách, O hloupé havířce, Jak se Honza hádal s králem nebo Tři stromy. Ztvárnila zdravotní sestru v seriálu Sanitka, ve kterém si zahrála známou scénu po boku Jiřího Bartošky. Hrála i epizodní roli v seriálu Malý pitaval z velkého města.
V 90. letech 20. století přestala hrát a začala učit na DAMU. Věnovala se i literatuře. Psala poezie a pořádala autorské čtení a besedy. V roce 2018 vydala sbírku básní Krajina ve mně.
Její manžel Milan Stehlík byl český převážně divadelní herec. Věnoval se rovněž dabingu. Svůj hlas propůjčil například Vilíkovi v seriálu Včelka Mája. Zemřel v srpnu roku 2021. Měli spolu dceru Barboru.
Ivana Vondrovicová zemřela 12. ledna roku 2025 po boji s vážnou nemocí. Bylo jí 80 let. Poslední rozloučení proběhlo na hřbitově v Bělé pod Bezdězem.

## Filmografie (výběr)

### Filmy
- Domácí víno (1963)
- Tři stromy (1967)
- O pasáčkovi a labutích princeznách (1968)
- O Popelákovi (1986)

### Televize
- Malý pitaval z velkého města (1982)
- Sanitka (1984)